# Santa Maria Addolorata (titre cardinalice)
Le titre cardinalice de Santa Maria Addolorata (Notre-Dame des Douleurs) est érigé par le pape François le 14 février 2015. Il est attaché à l'église homonyme située dans le quartier Collatino, à l'est de Rome.

## Titulaires
| - Francis Xavier Kriengsak Kovitvanit depuis 2015 |